# Genovai metró
A genovai metró az olaszországi Genova városában található, mindössze egy vonalból álló metróhálózat. A vonal 7,1 km hosszúságú, normál nyomtávolságú és összesen 8 állomás található rajta. A metró 1990. június 13-án nyílt meg, a római és a milánói metró után harmadikként az országban. Üzemeltetője a Azienda Mobilità e Trasporti S.p.A. . A metróvonal egy része a felszínen fut és érinti Genova főpályaudvarát is, a Stazione di Genova Piazza Principe állomást.
A metróvonal kétvágányú vasúti pálya, 750 V egyenárammal villamosított. A vonalat több részletben adták át, első szakasza 1990. június 13-án nyílt meg Brin és Dinegro állomások között az 1990-es labdarúgó-világbajnokság alkalmával. Később szakaszosan tovább építették, Principe állomást 1992-ben, San Giorgio-Caricamento állomást 2003-ban, De Ferrari (földalatti állomás a  Piazza De Ferrari alatt) 2005-ben érte el. Az utolsó hosszabbítás Brignole állomásig való építés volt 2012-ben.

## Állomások
- Brin
- Dinegro
- Principe
- Darsena
- San Giorgio
- Sarzano/Sant’Agostino
- De Ferrari
- Brignole

## Forgalom
Az utasforgalom az elmúlt években az alábbi módon változott:
| 2012 | 11 000 000 |
| 2018 | 15 300 000 |

## Képek

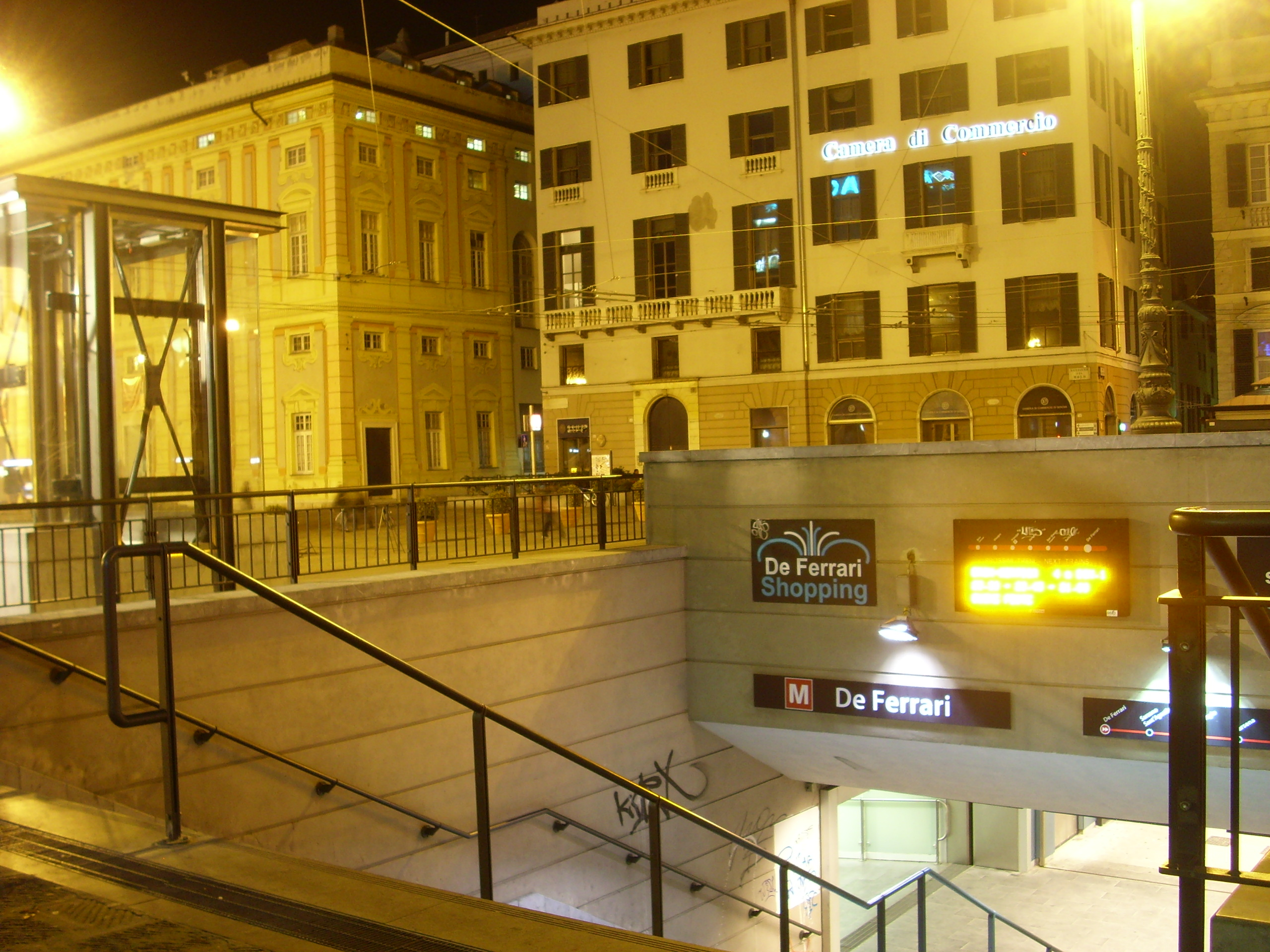
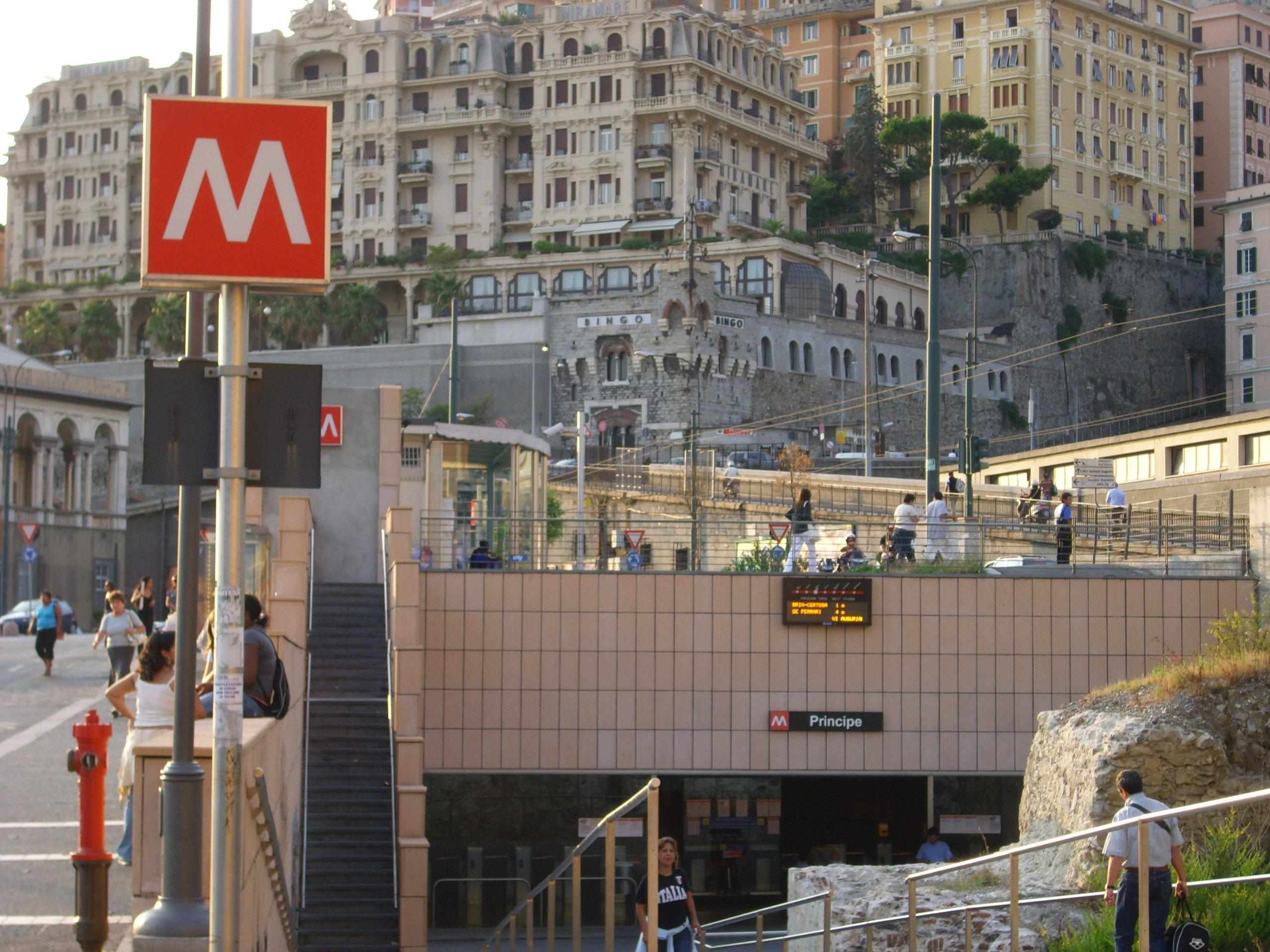
Principe metróállomás
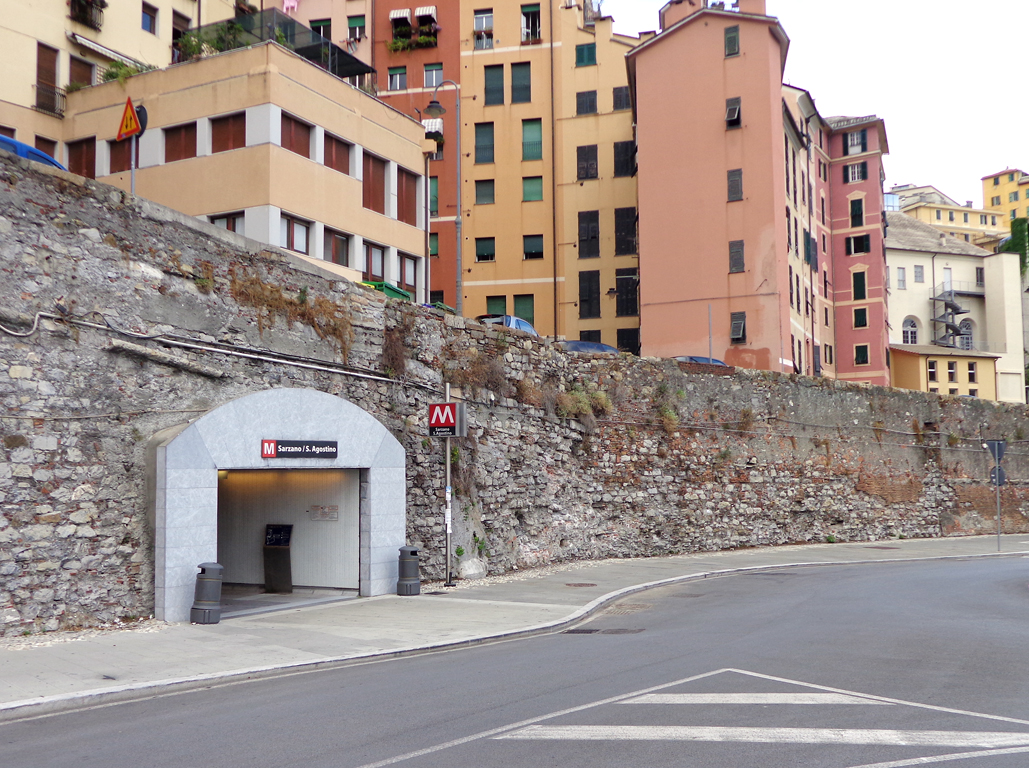
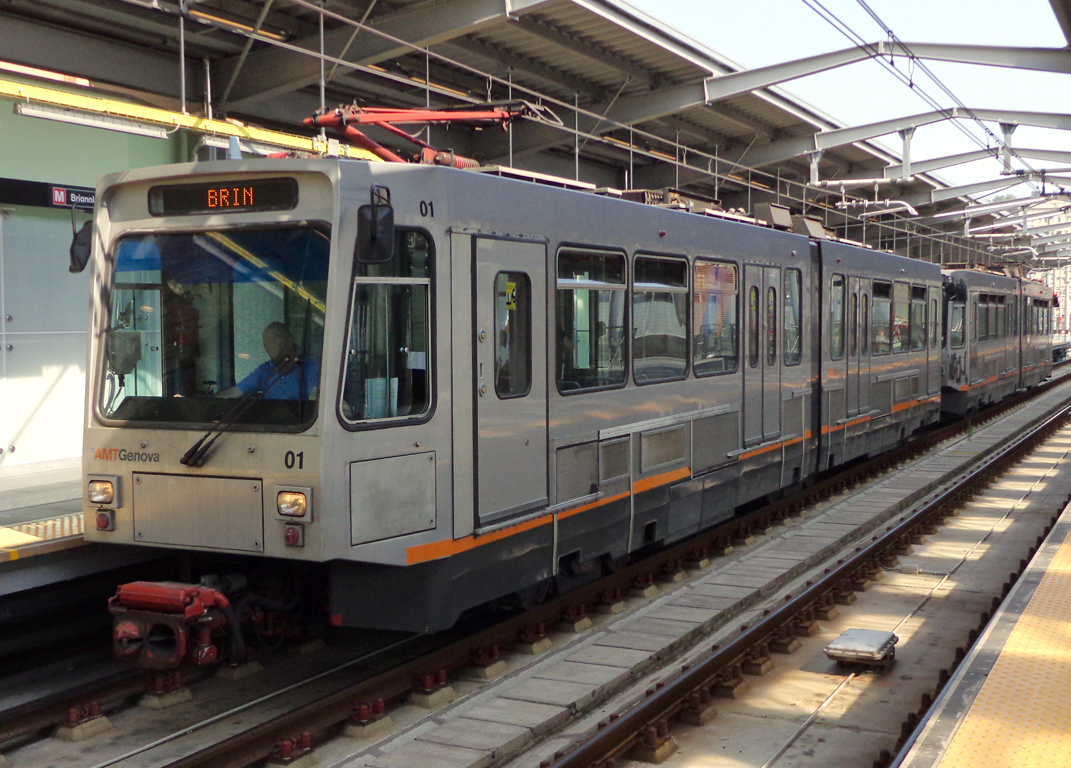
A Genovai metró egyik szerelvénye